# Taschenhalter
Ein Taschenhalter, auch bekannt als Taschenhaken, Handtaschenhalter oder Handtaschenhaken,  ist ein dekorativer Haken, mit dessen Hilfe Taschen, Handtaschen oder Geldbörsen an eine Tischplatte oder Stuhlarmlehne gehängt werden können. Er besteht aus einem Oberteil, das auf den Tisch gelegt werden kann, und einem Haken zum Einhängen der Tasche. Er hat nicht nur praktischen Nutzen, sondern ist auch ein modisches Accessoire.
Solche Haken gibt es bereits seit den 1920er Jahren. Königin Elisabeth II. soll eine S-förmige verwenden, um ihre Handtaschen aufzuhängen.

## Aufbau und Arten
Das Oberteil ist meist rund, die Auflagefläche auf der Unterseite besteht aus Filz oder Gummi. Die Oberseite ist dekorativ gestaltet. An diesem Oberteil ist ein nach unten weisender Haken befestigt, in den die Tasche gehängt wird. Der Taschenhalter wird üblicherweise verpackt in einer Schachtel oder einem Samtsäckchen mitgeführt. Ein Taschenhalter wiegt etwa 50 Gramm und kann je nach Ausführung Taschen von mehreren Kilogramm tragen.
Es gibt mehrere Arten von Taschenhaltern. Die L-Form hat ein rundes Oberteil und einen starr gekrümmtem Draht als Haken. Bei der Gelenkform kann der aus mehreren Gliedern bestehende Haken um das Oberteil gelegt werden. Es gibt Taschenhaken mit magnetischer Gliederhalterung. Außerdem gibt es Taschenhalter, die mittels einer Feder zu einem Reif geschlossen werden können oder die mit zusätzlichen technischen Dingen wie beispielsweise einer Uhr ausgestattet sind.

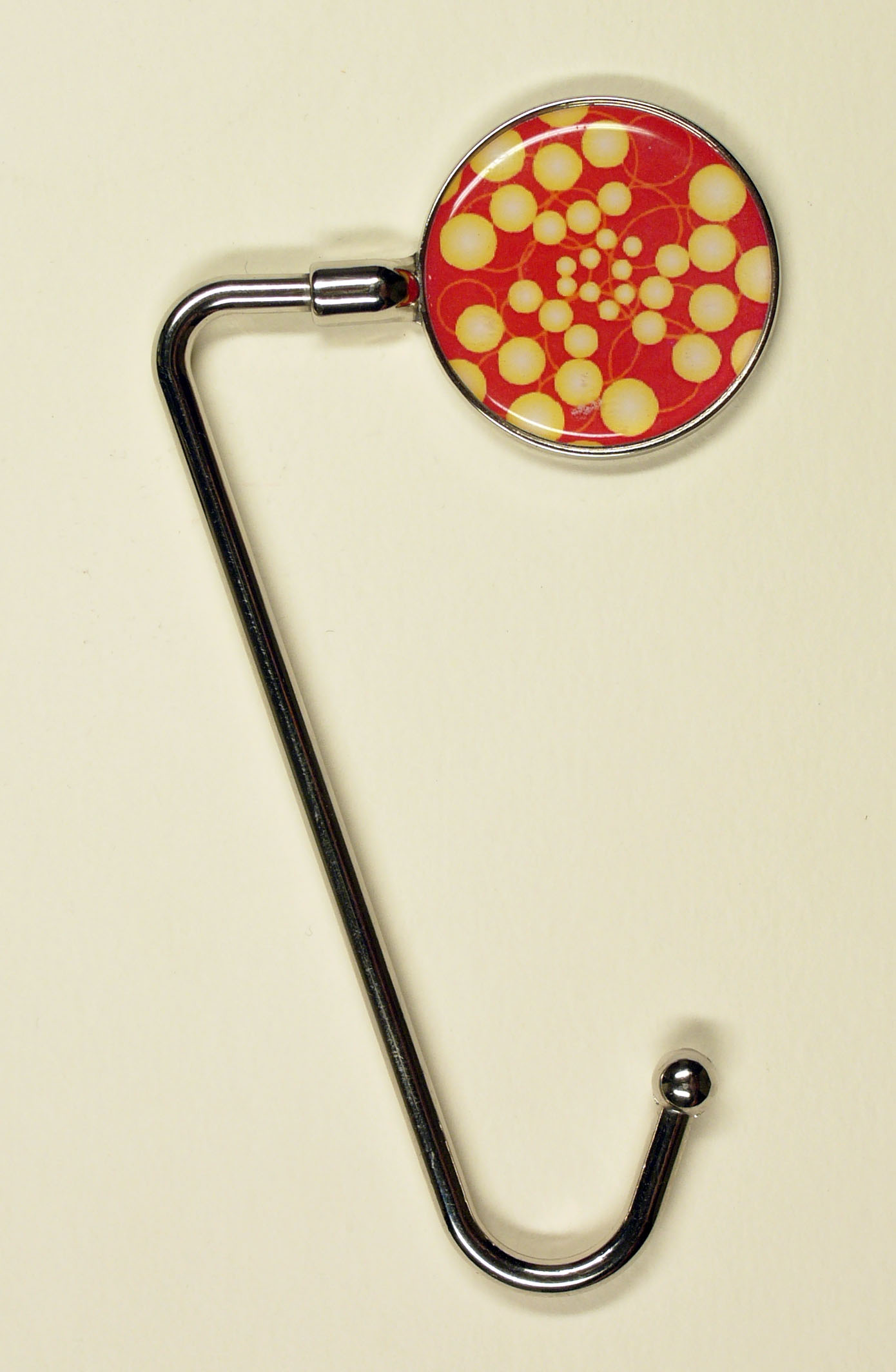
In L-Form mit drehbarem Polster und Drahthaken in der gleichen Ebene (Aufbewahrungsposition), aber bei der Verwendung wird das Polster um 90 Grad gedreht und liegt horizontal auf der Tischplatte auf. Der Haken wird dann unterhalb der Tischplatte aufgehängt, um den Taschengurt aufzunehmen.
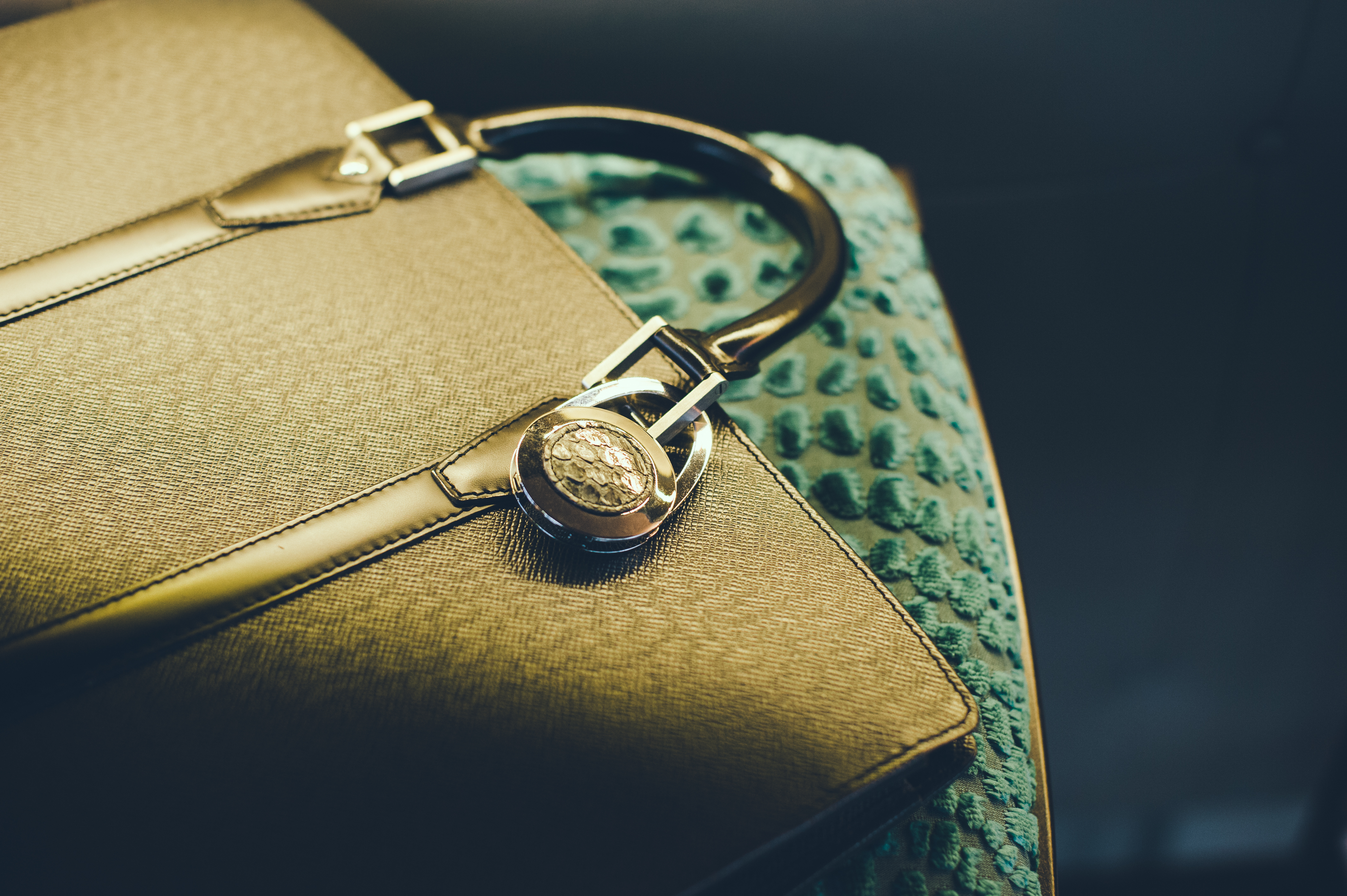
Anklippbarer Handtaschenhaken, der gleichzeitig als Schmuck für Ihre Handtasche dient.
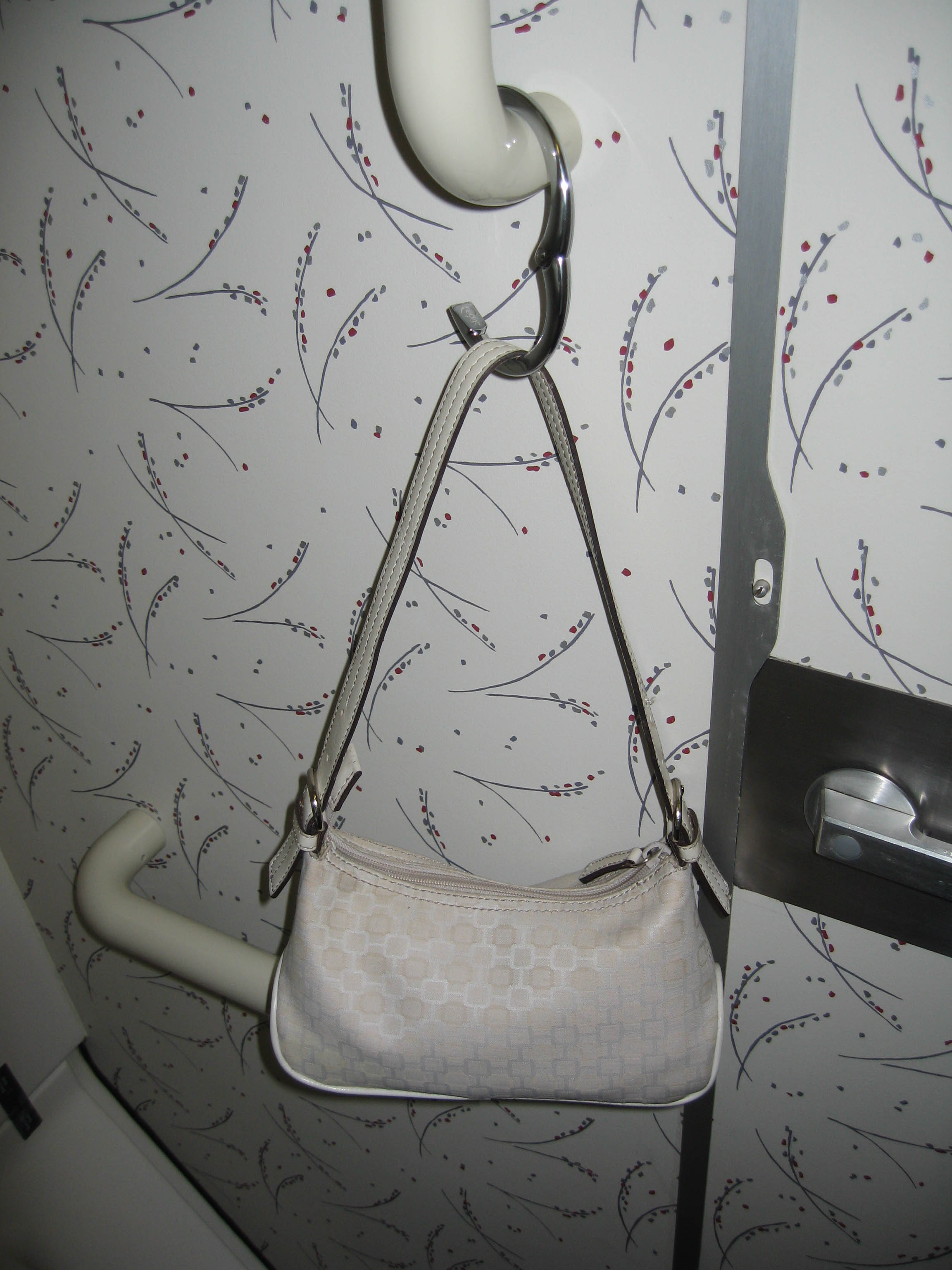
Federschließender Armband-Typ von Handtaschenhaken.

## Gründe für die Verwendung
Die praktischen Verwendungszwecke sind zahlreich: Aufhängen einer Geldbörse, einer Tasche, von Lebensmitteln, eines Regenschirms oder eines anderen Gegenstands, der aufgehängt werden kann und in der Nähe aufbewahrt werden muss, um bequemen Zugriff zu haben oder um Diebstahl zu verhindern.
Eine Tasche, die in einem Restaurant oder im Badezimmer auf den Boden gelegt wird, sammelt Bakterien, Pilze und Viren.
In Brasilien gibt es einen Aberglauben, dass eine Frau ihr gesamtes Geld verliert, wenn sie ihre Handtasche auf den Boden stellt.